# Algonkinské kmeny

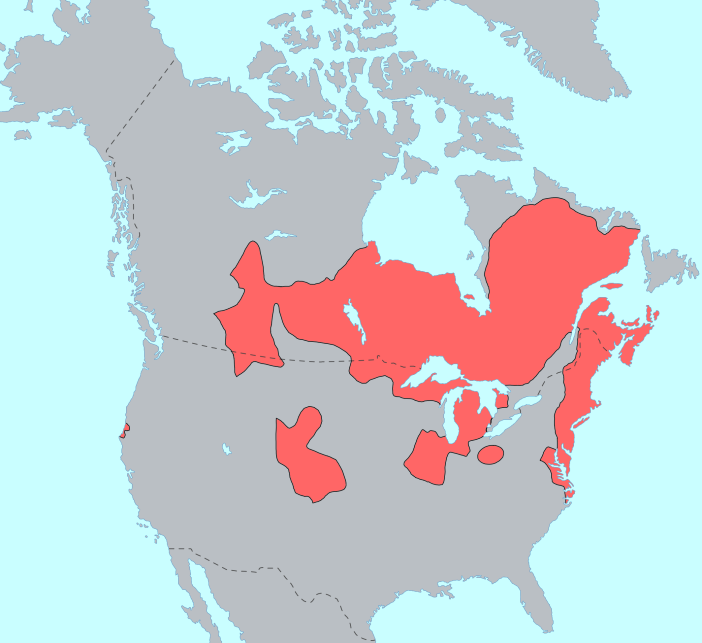
Území Algonkinů před příjezdem Evropanů

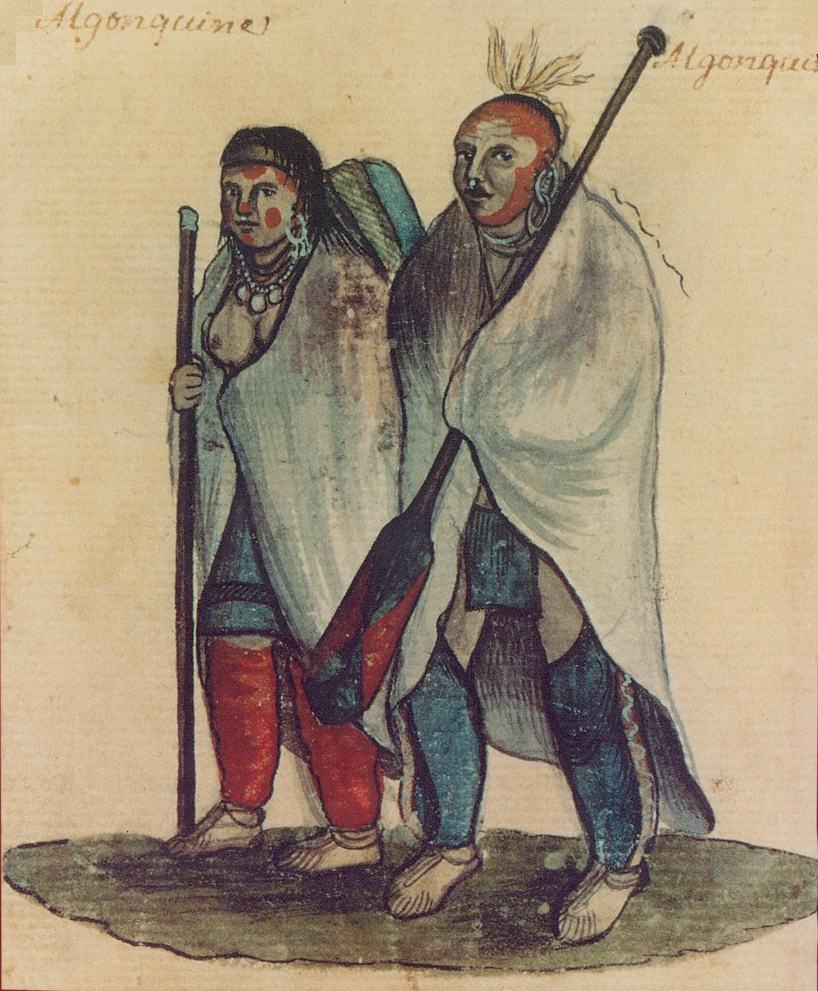
Algonkinský pár (akvarel, kolem roku 1710)

Algonkinské kmeny jsou rozsáhlá skupina indiánských kmenů v Severní Americe složená z mnoha menších podskupin mluvících různými algonkinskými jazyky. Obývaly původně především oblast Velkých jezer a řeky Svatého Vavřince (kde často válčili s Irokézy), oblast Nové Anglie i větší část východní poloviny moderní Kanady, ale některé kmeny sídlily i v jihozápadní části amerického středozápadu.

## Popis z roku 1895
Algonkinové jsou skupina kočovných národů, putujících na rozsáhlém prostranství od středního toku Missouri až k ústí řeky sv. Vavřince, kde se živí lovem zvěře a ryb. Jsou postavy malé, tváří plochých. U řeky sv. Vavřince obývali s nimi společně Irokézové, kteří jsou tělesně vyvinutější a usedlými rolníky; z plodin svých skýtali dárky Algonkinům, kteří zase vzájemně pro ně lovili. Náboženská úcta jejich nesla se k něčemu tajemnému, nepochopitelnému (manitu). Nejvíce živlů mythických obsaženo je v pověstech o Menabušovi, národním hrdinovi algonkinském, synu západního větru, bratru severu, jihu a východu, vnuku měsíce. Také ptactvo požívalo zvláštní úcty u nich a bájilo se o něm všelicos. Posvátnost čísla čtyř, známá u jiných Indiánů, má doklady své též u Algonkinův (např. prodlení čtyř dnů u mrtvoly). Kmenů algonkinských je značný počet a uvedeme jen nejdůležitější. K východním náležejí Abenakové a Mikmakové (na Kenebeku), Mikmakové (v Novém Brunšvicku, Novém Skotsku, na ostrově prince Eduarda), labradorští Indiáni (červení, Montagnardové při Řece sv. Vavřince, Skoffiové), Lenni-Lenrapové (či Delavarové) podél pobřeží k jihu, kteří se opět dělí na několik kmenů. Na sever od Cumberlandu bydlí Šavnové, a dále Illinoisové, Kikapové a Miamové. U Hudsonova zálivu jsou Kríové, kmen mocný a bojovný, u jezer kanadských Odžibvejové. Nejdále na severozápad jsou z Algonkinců tzv. Černonožci (Blackfeet), jež nalézáme až u horního toku Missouri. V 17. století počítalo se Algonkinův ještě na 250 000, nyní je jich sotva ke 40 000 duší. Algonkinské jazyky jsou si příbuzny. Mají velice bohaté tvoření slov pomocí přípon a rozlišují velmi jemně rozdíly ve významu jmen, jež rozdělují na vyšší a nižší, kteréž rozdělení je důležito při tvoření čísla (pomocí různých přípon). Funkce větné určují se hlavně slovosledem, méně částicemi. Jejich sloveso je vlastně jméno s přisvojovacím zájmenem, jež vyjadřuje se předponou. Pomocí přípon nebo předpon tvoří se různé časy a způsoby, z nichž zvláště zajímavý je »dubitativ«. Vytknouti sluší dále i »objektivnou konjugacį« (zájmenný objekt je vyjádřen příponou nebo předponou) a rozeznávání tvaru inklusivného a exklusivného u 1. osoby množného čísla.